# Brad Delson
Bradford Phillip Delson (* 1. prosince 1977) je americký hudebník, sólový kytarista, člen a spoluzakladatel americké rockové skupiny Linkin Park.

## Mládí
Narodil se a vyrůstal v Agoura Hills v Kalifornii. Se svým kamarádem Mikem Shinodou navštěvoval Agoura High School. Nejprve hrál na trubku a později začal hrát na kytaru. Rád poslouchal Guns N' Roses a Metallicu. V roce 1995 hrál s bubeníkem Robem Bourdonem v rockové skupině Relative Degree, ale skupina se rozpadla po prvním koncertě v roce 1996.
Navštěvoval Kalifornskou univerzitu, kde bydlel tři roky na pokoji s baskytaristou Davem Farrellem. Vystudoval komunikační studia a později pracoval jako stážista pro Jeffa Bluea, tehdejšího viceprezidenta A&R společnosti Zomba Music. Ten mu sděloval své poznatky a zkušenosti z hudebního průmyslu a zároveň mu poskytl konstruktivní zpětnou vazbu k hudebním projektům. V roce 1999 ukončil bakalářské studium. Zvažoval studium práv, ale místo toho se věnoval kariéře profesionálního hudebníka.

## Hudební kariéra

### Linkin Park
Spolu s Mikem Shinodou a Robem Bourdonem založil v roce 1996 skupinu Xero, první inkarnaci Linkin Park. Brzy se do kapely zapojili zpěvák Mark Wakefield, baskytarista Dave Farrell a DJ Joe Hahn. Po odchodu Wakefielda z kapely se obrátil na svého bývalého šéfa Jeffa Bluea, aby mu pomohl najít náhradu. Blue představil kapele Chestera Benningtona, který úspěšně prošel konkurzem a stal se zpěvákem kapely na plný úvazek. Blue se později stal viceprezidentem A&R společnosti Warner Bros. Records a pomohl kapele podepsat nahrávací smlouvu.
Hrál na kytaru na všech sedmi albech skupiny. V albu Hybrid Theory hrál také na baskytaru, když Farrell dočasně opustil kapelu kvůli turné s jinou kapelou. Po vydání alba se spolu se Shinodou úzce podílel na produkci a tvůrčím směřování hudby Linkin Park. Oba společně produkovali alba The Hunting Party (2014) a One More Light (2017). Spolu se spoluhráči Farrellem a Bourdonem dohlížel také na obchodní operace kapely, včetně jejího marketingu a financí.
Od náhlé smrti Chestera Benningtona v roce 2017 si kapela vzala sedmiletou pauzu.
Dne 5. září 2024 se skupina včetně Delsona vrátila a oznámili nové album a turné. Představili novou zpěvačku Emily Armstrong a bubeníka Colina Brittaina, jenž nahradil Roba Bourdona, který odmítl s kapelou pokračovat. Delson následně oznámil, že nebude součástí kapely při vystoupení během následujícího turné a bude se pohybovat v zákulisí o čemž dlouho snil. Během koncertů ho nahradí hudebník Alex Feder.

## Hudební styl a vlivy
Prohlásil, že se nerad předvádí, že se snaží hrát na kytaru tak, aby zněla jako by to byly klávesy nebo smyčce, aby plynule zapadla do skladeb kapely ve stylu hip-hopu a elektroniky. Svým zvukem rád vytváří drsný, samplovaný dojem. Ačkoli sám sebe označuje za zarytého odpůrce kytarových vyhrávek, začal hrát sóla v albu „Minutes to Midnight“ když ho k tomu spoluhráči z kapely vyzvali. Dále má kytarová sóla ve skladbách „What I've Done“, „In Pieces“ a „The Little Things Give You Away“. Měl mnoho sól na šestém studiovém albu The Hunting Party.
Obvykle vystupuje se sluchátky značky Shure, aby chránil svůj sluch.

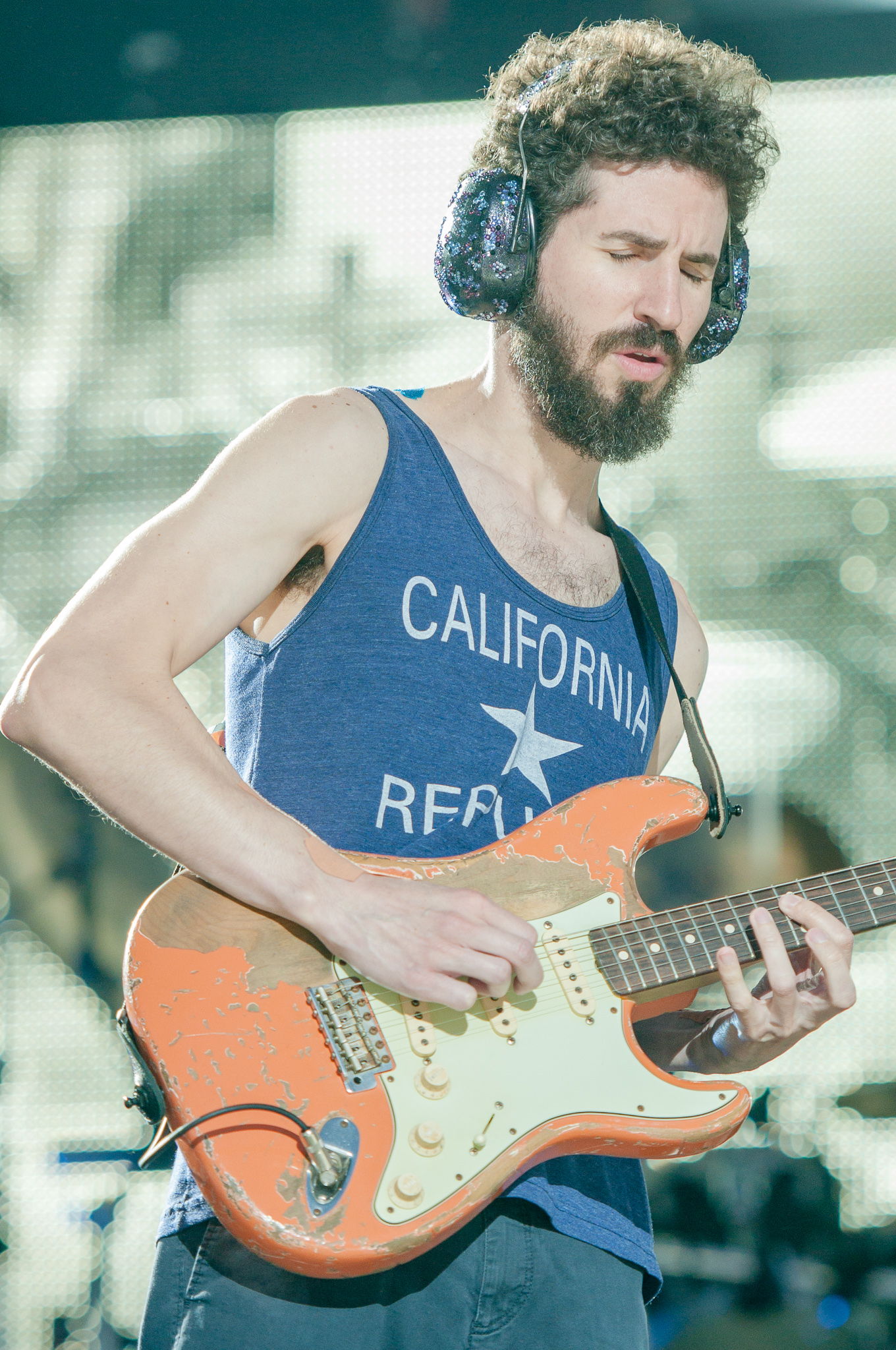
Brad Delson v roce 2014

## Diskografie

### S Linkin Park
- Hybrid Theory (2000)
- Meteora (2003)
- Minutes to Midnight (2007)
- A Thousand Suns (2010)
- Living Things (2012)
- The Hunting Party (2014)
- One More Light (2017)
- From Zero (2024)

## Osobní život
Je židovského původu.
V září roku 2003 se oženil s Elisou Boren. V roce 2022 si manželé koupili dům v losangeleské čtvrti Beverleywood.
Uvedl, že jeho největším vzorem je zpěvák a vokalista Sebastian Bach.